# Termoverken
AB Termoverken var ett industriföretag i Jönköping. Det grundades i Jönköping 1915 av August Schierenbeck som AB Svenska Isolerflaskfabriken.
Företaget köpte glasflaskor från svenska glasbruk, bland andra Flerohopps glasbruk i Flerohopp och Kalmar glasbruk. Tillverkningen skedde så att en flaska fördes in i en större flaska, varefter ytorna i mellanrummet genom inblåsning belades med kvicksilvernitrat. Detta skapade en silvrig spegel. Därefter fogades flaskorna samman och ett vakuum åstadkoms mellan dem. Termosflaskan isolerades slutligen med asbest och med ett ytterhölje.
Termoverken var först med att tillverka och saluföra tv-kannan i slutet av 1950-talet under det ordleksmässiga varumärket "TeVe-kannan".